# Chapelle Jean-XXIII de Drancy
La chapelle Jean-XXIII, située rue Ducouëdic à Drancy est une chapelle de Seine-Saint-Denis affectée au culte catholique. Elle appartient à la Paroisse Sainte-Louise-de-Marillac.

## Description
C'est un bâtiment allongé, dont la façade est en mur pignon.

## Historique
Elle a été construite en 1960 sur un terrain reçu de l'Archevêché de Paris, dans le quartier du Petit Drancy. L'ancienne chapelle a été détruite en 1989.